# Église Saint-Pierre de Passirac
Pour les articles homonymes, voir Église Saint-Pierre.
L'église Saint-Pierre est une église catholique située à Passirac, en France.

## Localisation
L'église est située dans le département français de la Charente, sur la commune de Passirac.

## Historique
L'édifice est inscrit au titre des monuments historiques en 1991.